# Type 30-geweer
Het Type 30-geweer (Japans: 三十年式歩兵銃), ook wel Arisaka genoemd (naar de ontwerper Nariakira Arisaka (Japans: 有坂 成章)), was een Japans grendelgeweer dat het Murata-geweer verving. Het wapen ontstond nadat het Japanse leger op zoek ging naar een wapen met een kleiner kaliber dan het Murata-geweer. Hier werd een commissie voor opgericht, onder leiding van kolonel Nariakira Arisaka (later werd hij benoemd tot luitenant-generaal en kreeg hij de titel baron, vanwege het ontwerpen van dit wapen). De commissie ging naar Europa om daar naar voorbeelden te kijken. De uitkomst was het eerste Arisaka-geweer, dat het eerste was van de Arisaka-familie van geweren. Het prototype heette het Type 29-geweer, en werd na experimenten in een verbeterde vorm in gebruik genomen als het Type 30-geweer in 1897 (30 jaar na de Meiji-restauratie, vandaar de benaming Type 30). Het ging in 1899 in productie. In 1905 werd het Type 30-geweer vervangen door het Type 38-geweer, een verbeterde versie.
Het Type 30 was als eerste ingericht voor de 6,5x50mmSR (Semi-Rimmed) Arisaka-patroon. Het vizier kon worden ingesteld tot 2000 meter. Naast het standaard geweer was er ook een karabijn-uitvoering, 962mm lang, die bedoeld was voor de cavalerie en andere troepen die behoefte hadden aan een compacter en/of lichter wapen. Het had een vizier dat kon worden ingesteld tot 1500 meter.
Het Type 30 werd gebruikt door Japanse strijdkrachten in de Russisch-Japanse Oorlog, daarna werd er een verbeterde versie in gebruik genomen, het Type 38. Dit gebeurde in 1905, alhoewel niet alle Type 30's werden vervangen. Daardoor werd het ook nog gebruikt tijdens de Eerste én Tweede Wereldoorlog.
Dit wapen kon ook worden uitgerust met het Type 30-bajonet, een zwaardbajonet die 514mm lang was (maar alleen het lemmet, 400mm lang, stak uit) en ook bij latere Arisaka-geweren kon worden bevestigd. Deze bajonet werd in hetzelfde jaar als het Type 30-geweer in gebruik genomen. Het kon ook worden bevestigd aan de Type 30-karabijn.
Alhoewel de Type 30 een grote verbetering was vergeleken bij het Type 22-geweer (ook bekend als Murata), had het nog steeds enkele betrouwbaarheidsproblemen. Een verbeterde versie, het Type 35-geweer (vandaag de dag vaak foutief gezien als een wapen voor de vloot), werd in 1902 in gebruik genomen maar heeft nooit de Type 30 compleet kunnen vervangen voordat de Type 38 in gebruik werd genomen.
Naast Japan werd dit wapen gebruikt door de Britse Marine (vóór de Eerste Wereldoorlog, om SMLE-geweren vrij te krijgen voor de landmacht), door Rusland (gekregen van het Verenigd Koninkrijk in 1916), en door Finland, die deze wapens had onderschept. (Het zou dus mogelijk moeten zijn om een Type 30-geweer te vinden met Japanse, Britse, Russische én Finse markeringen!) Hoogstwaarschijnlijk hebben verschillende landen waarmee Japan in de eerste helft van de 20e eeuw in oorlog was, ook enkele van deze wapens onderschept.